# Wallflower (album của Diana Krall)
| Đánh giá chuyên môn | Đánh giá chuyên môn |
| Điểm trung bình     | Điểm trung bình     |
| Nguồn               | Đánh giá            |
| ------------------- | ------------------- |
| Metacritic          | 58/100              |
| Nguồn đánh giá      |                     |
| Nguồn               | Đánh giá            |
| AllMusic            | [ 3 ]               |
| American Songwriter | [ 4 ]               |
| New York Daily News | [ 5 ]               |

Wallflower là album phòng thu thứ 12 của nữ ca sĩ nhạc jazz kiêm nghệ sĩ piano người Canada Diana Krall, phát hành vào ngày 3 tháng 2 năm 2015 thông qua Verve Records. Album được sản xuất bởi David Foster. Trong album này, Diana đã hợp tác với một vài nghệ sĩ nhạc pop khác, trong đó có Paul McCartney.

## Diễn biến thương mại
Album ra mắt ở vị trí thứ 10 trên bảng xếp hạng Billboard 200 với doanh số đạt 44.000 bản trong tuần đầu phát hành. Đây là album thứ sáu của Kroll lọt vào top 10 của bảng xếp hạng này. Album ra mắt ở vị trí thứ 19 trên bảng xếp hạng UK Albums Chart với 3.511 bản được tiêu thụ trong tuần đầu.

## Danh sách bài hát
| STT | Nhan đề                                               | Sáng tác                                  | Thời lượng |
| --- | ----------------------------------------------------- | ----------------------------------------- | ---------- |
| 1.  | "California Dreamin'"                                 | John Phillips, Michelle Phillips          | 3:17       |
| 2.  | "Desperado"                                           | Glenn Frey, Don Henley                    | 3:32       |
| 3.  | "Superstar"                                           | Bonnie Bramlett, Leon Russell             | 4:16       |
| 4.  | "Alone Again (Naturally)" (song ca với Michael Bublé) | Gilbert O'Sullivan                        | 3:50       |
| 5.  | "Wallflower"                                          | Bob Dylan                                 | 3:05       |
| 6.  | "If I Take You Home Tonight"                          | Paul McCartney                            | 3:52       |
| 7.  | "I Can't Tell You Why"                                | Timothy B. Schmit, Glenn Frey, Don Henley | 3:40       |
| 8.  | "Sorry Seems to Be the Hardest Word"                  | Elton John, Bernie Taupin                 | 4:11       |
| 9.  | "Operator (That's Not the Way It Feels)"              | Jim Croce                                 | 3:41       |
| 10. | "I'm Not in Love"                                     | Eric Stewart, Graham Gouldman             | 3:52       |
| 11. | "Feels Like Home" (song ca với Bryan Adams)           | Randy Newman                              | 4:21       |
| 12. | "Don't Dream It's Over"                               | Neil Finn                                 | 3:37       |

| Bài hát thêm cho Phiên bản cao cấp | Bài hát thêm cho Phiên bản cao cấp               | Bài hát thêm cho Phiên bản cao cấp             | Bài hát thêm cho Phiên bản cao cấp |
| STT                                | Nhan đề                                          | Sáng tác                                       | Thời lượng                         |
| ---------------------------------- | ------------------------------------------------ | ---------------------------------------------- | ---------------------------------- |
| 13.                                | "In My Life"                                     | John Lennon, Paul McCartney                    | 3:53                               |
| 14.                                | "Yeh, Yeh" (song ca với Georgie Fame)            | Rodgers Grant, Laurdine Patrick, Jon Hendricks | 3:08                               |
| 15.                                | "Sorry Seems to Be the Hardest Word" (trực tiếp) | John, Taupin                                   | 3:44                               |
| 16.                                | "Wallflower" (trực tiếp)                         | Bob Dylan                                      | 3:09                               |

## Xếp hạng

### Xếp hạng tuần
| Bảng xếp hạng (2015)                                 | Vị trí cao nhất |
| ---------------------------------------------------- | --------------- |
| Australian Albums (ARIA)                             | 7               |
| Australian Jazz Albums (ARIA)                        | 1               |
| Album Áo (Ö3 Austria)                                | 5               |
| Album Bỉ (Ultratop Vlaanderen)                       | 7               |
| Album Bỉ (Ultratop Wallonie)                         | 5               |
| Album Canada (Billboard)                             | 2               |
| Croatian Albums (HDU)                                | 7               |
| Album Cộng hòa Séc (ČNS IFPI)                        | 6               |
| Album Đan Mạch (Hitlisten)                           | 10              |
| Album Hà Lan (Album Top 100)                         | 7               |
| Album Đức (Offizielle Top 100)                       | 9               |
| Greek Albums (IFPI)                                  | 6               |
| Hungarian Albums (MAHASZ)                            | 1               |
| Album Ireland (IRMA)                                 | 29              |
| Album Ý (FIMI)                                       | 9               |
| Japanese Albums (Oricon)                             | 19              |
| Album New Zealand (RMNZ)                             | 9               |
| Album Na Uy (VG-lista)                               | 4               |
| Album Ba Lan (ZPAV)                                  | 2               |
| Album Bồ Đào Nha (AFP)                               | 1               |
| Album Scotland (OCC)                                 | 24              |
| Album Tây Ban Nha (PROMUSICAE)                       | 1               |
| Album Thụy Điển (Sverigetopplistan)                  | 33              |
| Album Thụy Sĩ (Schweizer Hitparade)                  | 5               |
| Album Anh Quốc (OCC)                                 | 19              |
| Album Hoa Kỳ Billboard 200                           | 10              |
| Album Hoa Kỳ Digital (Billboard)                     | 6               |
| Album Hoa Kỳ Top Jazz (Billboard)                    | 1               |
| Album Hoa Kỳ Top Tastemaker (Billboard)              | 3               |
| Đã nhập bảng xếp hạng không hợp lệ BillboardSales\|7 |                 |

## Chứng nhận doanh số
| Quốc gia                                                                           | Chứng nhận | Số đơn vị/doanh số chứng nhận |
| ---------------------------------------------------------------------------------- | ---------- | ----------------------------- |
| Áo (IFPI Áo)                                                                       | Vàng       | 7.500*                        |
| Canada (Music Canada)                                                              | Bạch kim   | 80.000^                       |
| Ba Lan (ZPAV)                                                                      | Bạch kim   | 20.000‡                       |
| Tây Ban Nha (PROMUSICAE)                                                           | Vàng       | 20.000‡                       |
| * Chứng nhận dựa theo doanh số tiêu thụ. ^ Chứng nhận dựa theo doanh số nhập hàng. |            |                               |